# Claude-Maur d'Aubigné
Claude-Maur d'Aubigné (né le 7 juin 1658 à Tigné, mort le 22 avril 1719 à Rouen) est un archevêque français. Il est évêque de Noyon de 1701 à 1707 et pair de France et archevêque de Rouen de 1708 à 1719.

## Biographie
Claude-Maur né à Tigné près de Saumur est le fils d'Urbain d'Aubigné seigneur de la Touche et de Tigné  et de Marie Gavriau de Riparfont. Après des études au Collège de Dainville il est reçu Docteur en théologie de l'université de Paris en 1688; Il est  pourvu en commende de l'abbaye Saint-Pierre-et-Saint-Paul de Pothières dans le diocèse de Langres en 1686 puis  1692 de l'abbaye de la Victoire dans le diocèse de Senlis. Ordonné prêtre le 13 avril 1686 par l'évêque de Beauvais Toussaint de Forbin-Janson, il est successivement vicaire général de l'évêché de Luçon de celui de Chartres puis de Beauvais
Il est nommé évêque de Noyon en 1701 confirmé le 6 juin et consacré en juillet suivant à Saint-Cyr par Paul Godet des Marais évêque de Chartres. Il est ensuite transféré en 1707 à l'archevêché de Rouen avec le maintien des honneurs de la pairie de France et confirmé par bulles pontificales le 27 février 1708.
En 1714, il favorise la fondation de la Congrégation Notre-Dame de Charité de Rouen, une congrégation de religieuses dédiées spécifiquement au service de l'Hospice Général de la ville. On retient qu'il a contribué, comme ses prédécesseurs, à l'aménagement du château de Gaillon. Il laisse le souvenir d'un prélat « d'une vie exemplaire, pieuse et ennemi de la frivolité » et il est aussi connu comme « adversaire avéré du jansénisme et pour sa charité ». Il est inhumé dans la cathédrale de Rouen. Son cœur fut déposé en Anjou, dans l'église de Tigné

## Famille
Son neveu, Louis François comte d'Aubigné de Tigny, fut mestre de camp du régiment Royal en 1705, maréchal des camps et armées du Roi en 1719, et gouverneur de Saumur. Il épousa en 1713 N. Roujault fille d'Etienne, seigneur de Villemain, maitre des requêtes.

## Héraldique
Ses armes sont: De gueules au lion d'hermines lampassé et couronné d'or.